# Ferrocarril de Bilbao a Portugalete y Triano
El Ferrocarril de Bilbao a Portugalete y Triano, también conocido como BPT, es un ferrocarril histórico de la Margen Izquierda de Bilbao, que conecta la capital vizcaína con el puerto de Bilbao y la Zona Minera (en su momento parte de las Encartaciones). Transcurre desde Bilbao-Abando, hoy soterrado, hasta el municipio de Baracaldo, donde se bifurca. Por un lado, el ferrocarril llega hasta Santurce y continúa hasta el puerto, mientras que otra de las vías cruza los montes de Triano para acabar en la localidad de Musques. En la actualidad, ambos tramos tienen un servicio frecuente de cercanías como  y , así como mercancías, ya que es el único acceso ferroviario al puerto de Bilbao. El tramo hacia Musques, por ser de vía única, tiene un tránsito de mercancías residual.
El 1 de enero de 2005, con la división de RENFE en Renfe Operadora y Adif, la línea pasó a depender de esta última.

## Historia

### Antecedentes
En 1856 se propuso la construcción de un ferrocarril para abaratecer la explotación de las minas de Triano, y cuya concesión se entregó a Francisco Alberti tres años más tarde sin subvención. La diputación, que había comenzado ya las obras aunque legalmente no podía explotar ferrocarriles, se vio obligada a destruirlas. La línea de Alberti fue cedida posteriormente a Nicolás de Urcullu, testaferro de la diputación hasta su muerte, y luego al conde de Reus, quien la mantuvo hasta que la diputación pudo asumir su explotación en 1870.
Paralelamente, en 1863 llegó a Bilbao el ferrocarril de la mano de la línea Tudela-Bilbao, con la propuesta de la misma compañía y su ingeniero Charles Vignoles de extenderlo hasta un futuro puerto en la bahía del Abra. Una década después, el ensanche de Bilbao, firmado entre otros por Pablo de Alzola, recogió esta medida, que ejecutó el empresario Federico de Solaegui y Múgica y pasó luego a la Compañía del Ferrocarril de Bilbao a Portugalete.

### Primeros años
El ferrocarril "de Triano" se inauguró el 26 de junio de 1865 con clara vocación industrial, entre los cargaderos de San Nicolás en Sestao y Ortuella (8,6 km) y propiedad de la Diputación de Vizcaya, temporalmente mediante un testaferro. La línea estuvo suspendida en los años 1873-76 por la guerra carlista. Más tarde, el ferrocarril de Bilbao-Portugalete inauguró su primera sección el 19 de marzo de 1888 entre la capital bilbaína y el barrio baracaldés de Desierto en vía doble. El 24 de septiembre de ese mismo año se completó la línea hasta Portugalete pero en vía única, dejando así un recorrido de 17 km propiedad de la Compañía del Ferrocarril de Bilbao a Portugalete. El 14 de diciembre de 1889 se conectaron ambas líneas, utilizando el tramo a los cargaderos de Sestao como un desvío, creándose así el Ferrocarril de Bilbao a Portugalete y Triano (BPT).
Estos fueron los primeros ferrocarriles mineros de Bilbao en optar por la vía ancha en vez del barato ancho métrico. En este contexto, la Compañía del Ferrocarril de Santander a Solares convirtió su flamante ferrocarril de ancho métrico a ibérico en una noche, con previsión de conectarlo al BPT como así confirmó el entonces presidente de la Diputación de Vizcaya. Esto no ocurrió, y seis años más tarde se reconvirtió a métrico (en una noche), estableciendo el ferrocarril de Santander a Bilbao vía el Cadagua.
El 26 de julio de 1890 se concluyó la línea de Triano, con el tramo entre Ortuella y Musques (4,9 km), conectando la Zona Minera con Bilbao. El tramo Baracaldo-Portugalete, ante el notable incremento del tráfico, se desdobló pocos años después de entrar en funcionamiento en 1893. Fue una inversión fácil hasta llegar la línea al borde la Ría de Bilbao sin desniveles, sin apenas viviendas y con el visto bueno de las empresas afectadas. Posteriormente, el 21 de diciembre de 1926, fue prolongado hasta Santurce y su ramal al puerto mediante un túnel de 1 km en vía única que atravesaba prácticamente todo Portugalete, tras superar discrepancias con la Junta de Obras del Puerto. Con ello se terminó el trazado del BPT, que se mantuvo sin cambios notables hasta Bilbao Ría 2000.

En los años 20, la compañía del BPT fue adquirida por la compañía del Norte, aunque manteniendo su personalidad jurídica. En consecuencia, se cambió el sentido de la circulación a la izquierda para estandarizarlo con su red. Además, debido al intensísimo tráfico que soportaba la línea Bilbao-Santurce, fue electrificada el 8 de diciembre de 1935 con una tensión de 1,5 kV. Tras la Guerra Civil, en el marco de la nacionalización de los ferrocarriles estatal, el BPT pasó a ser propiedad de RENFE, que electrificó el ramal de Musques en 1946. Con ello, se unificó la gestión del BPT en una misma compañía. Cabe destacar que el ferrocarril de Triano no había de ser adquirido por RENFE en un principio, puesto que ya se encontraba en manos públicas con la Diputación de VIzcaya,

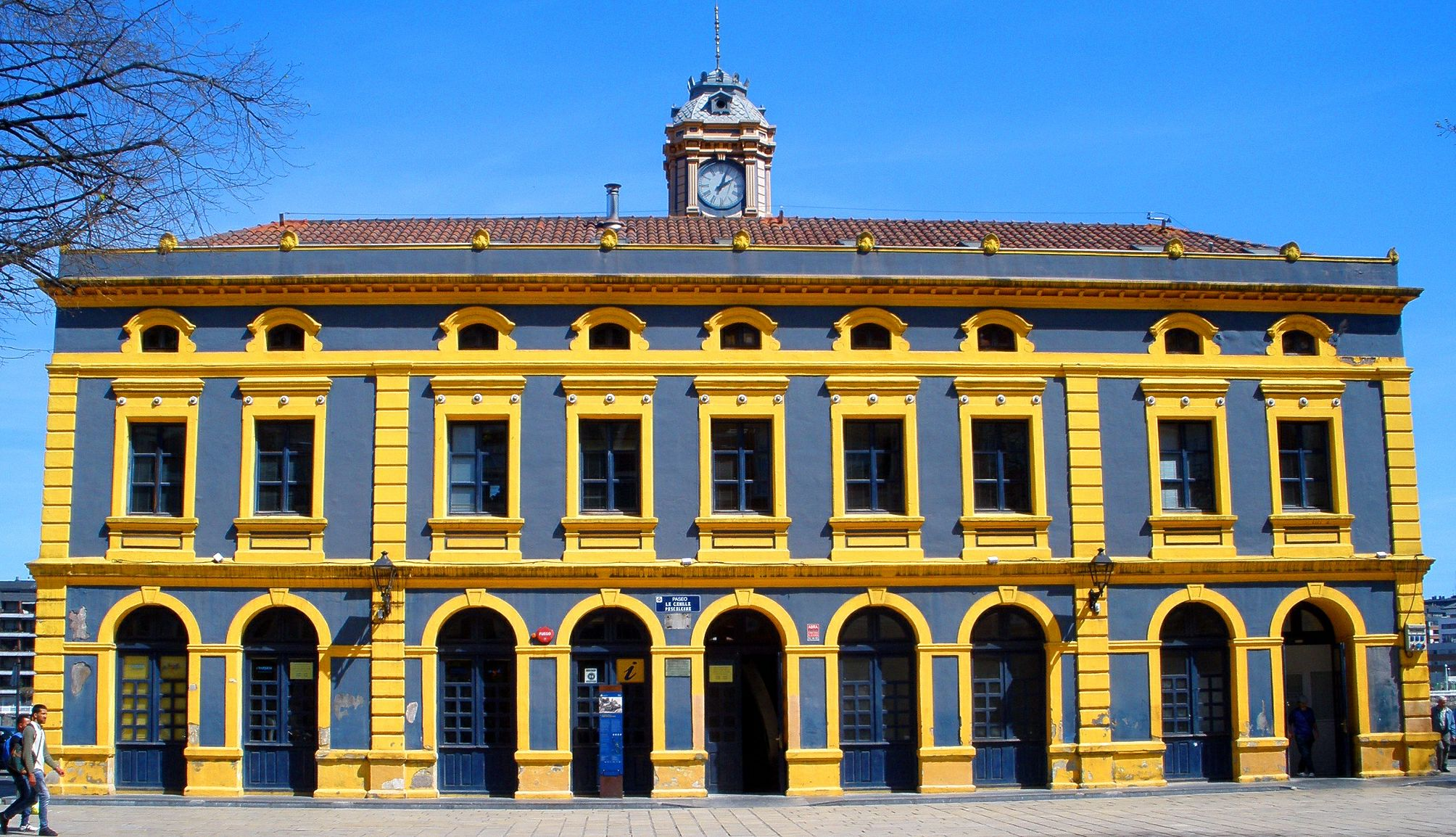
Fachada actual de la antigua estación de La Canilla, en Portugalete, hoy un centro de información turística.

La ampliación a Santurce provocó que los trenes tuviesen que hacer una inversión de marcha para continuar su recorrido tras parar en la estación de La Canilla en Portugalete. Tras un trágico descarrilamiento en 1952, el 14 de julio de 1957 se cerró la estación en favor del apeadero situado en la boca del túnel, hoy estación de Portugalete. En los 70 se construyó un segundo túnel paralelo en dicho tramo para que se pudiese explotar la línea con facilidad en doble vía y aumentar su capacidad, siendo la inversión más costosa desde la finalización de las líneas hasta Bilbao Ría 2000. La tierra de este túnel se utilizó para rellenar la plataforma donde se construyó el polideportivo de Santurce.

### Entrada de los cercanías
El BPT estuvo en un principio pensado exclusivamente para las mercancías de la minería, aprovechando el paso por la Zona Minera y la mayoría de fábricas industriales de la margen izquierda, así como el acceso a la ría a la altura de Olabeaga y más tarde el Puerto en Santurce. Aun así, pronto comenzó a ofrecer servicios de pasajeros, que perduran hasta hoy (y predominan).

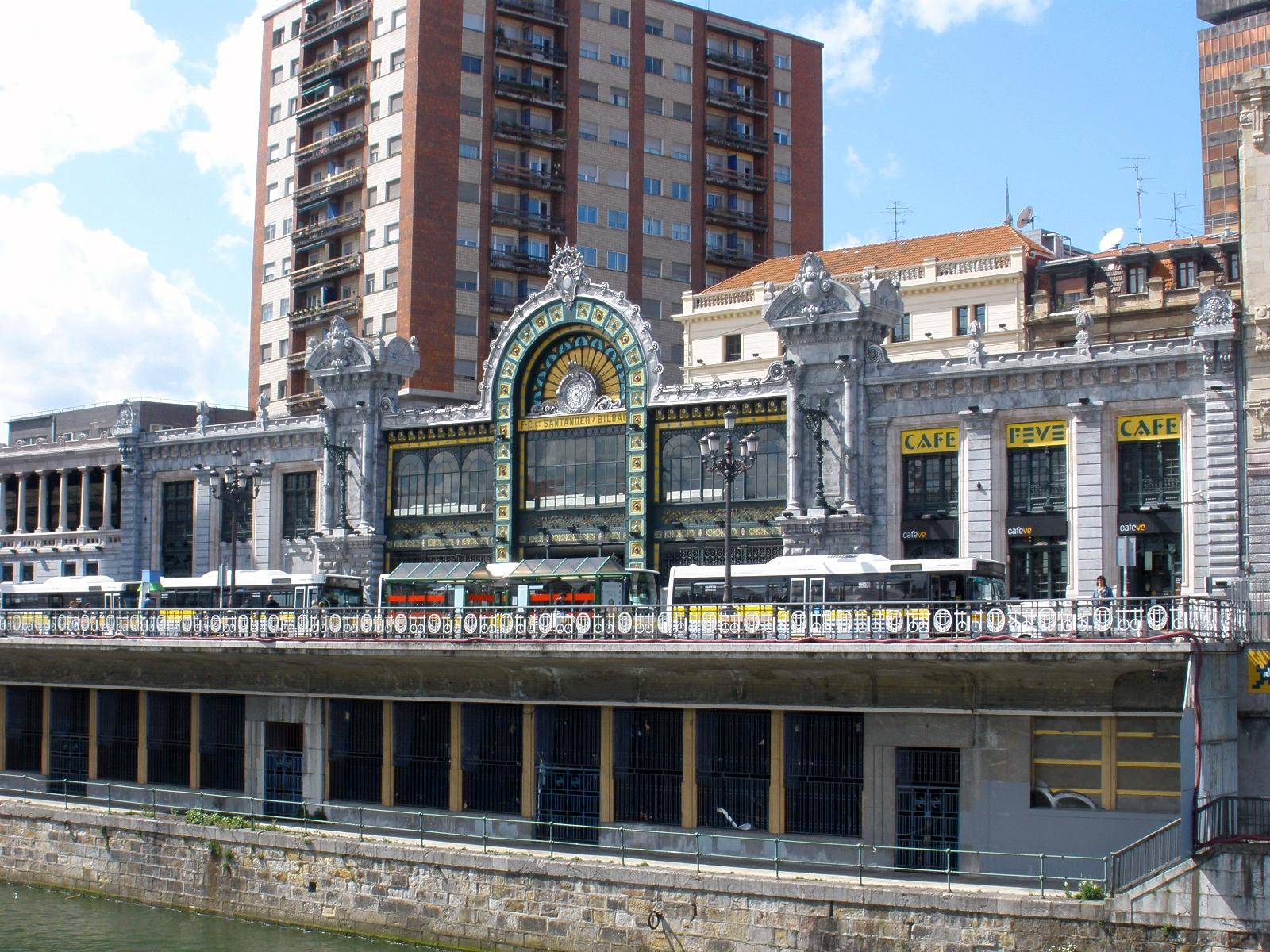
Estación de Bilbao-La Naja, debajo de La Concordia

El tramo Bilbao-Santurce implantó servicios de cercanías pocos años después de completarse la línea. Hasta entonces, ese trayecto para pasajeros se hacía con el Tranvía Bilbao-Santurce por un trazado similar, motivo por el cual la línea tranviaria desapareció. Con ello, lo que es hoy línea C-1 de Cercanías unía la estación de Bilbao-La Naja con la (antigua) estación de Santurce, atravesando toda la Margen Izquierda de la Ría de Bilbao, y dando así servicio a los trabajadores de las industrias y fábricas de Sestao y Baracaldo. La línea tenía asientos de primera y segunda clase, aun siendo de cercanías. Esta línea llegó a ser la única no deficitaria de todo el estado.

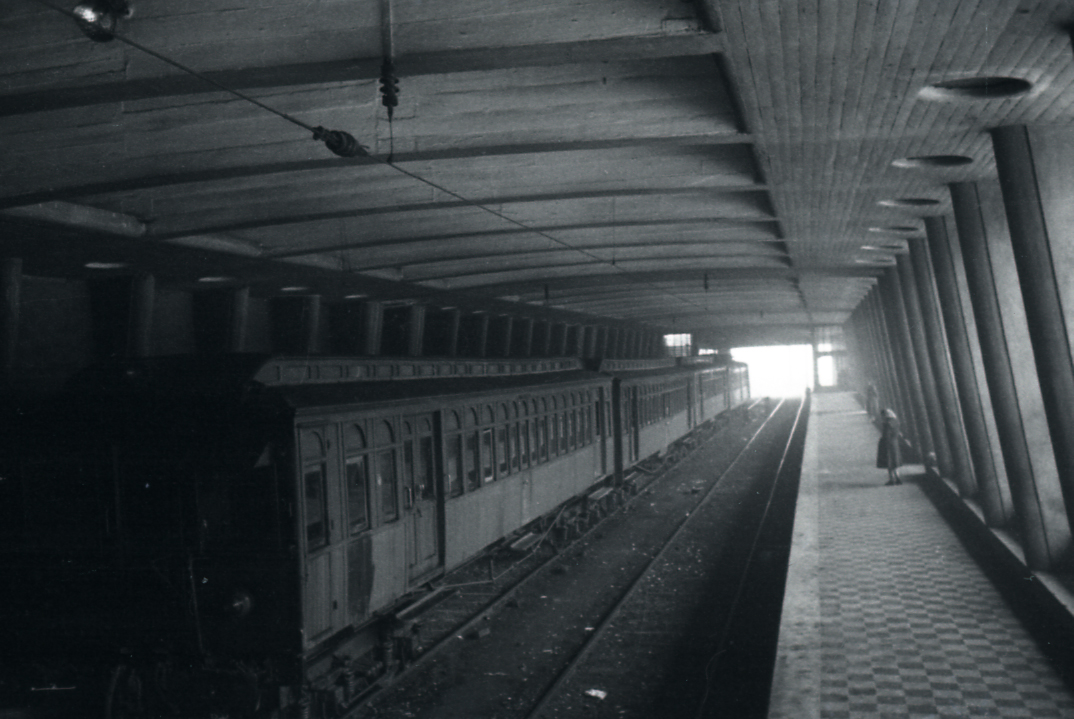
Antiguo tren de madera en el andén de La Naja, dirección Portugalete.

El ramal de Musques, en cambio, no sufrió la misma suerte. Debido a la competencia de los otros ferrocarriles mineros de vía estrecha casi paralelos (Ferrocarril de La Franco-Belga y Ferrocarril de La Orconera), esta línea fue deficitaria. Por tanto, desde los años, desde los años 1920, se dedicó más al transporte de viajeros. Sin embargo, gracias al ramal industrial hacia la factoría de Babcock & Wilcox, siguió manteniendo durante décadas su actividad industrial, surgiendo en dicha empresa numerosas locomotoras tanto de vapor como diésel. El apeadero de Trápaga también enlazaba con la factoría de General Eléctrica Española (actual Alstom y ABB) y generaba numerosos transportes especiales. Sin embargo, los trenes especiales, cada vez más largos y pesados, resultaban difíciles de expedir, y estos no eran lo suficientemente numerosos como para justificar una duplicación de las vías. Por lo tanto, dado el cuello de botella que se formaba en la playa de vías de Desierto-Baracaldo, estas mercancías comenzaron a salir mediante camiones hasta el cercano puerto de Bilbao hasta convertirse el ramal de la Zona Minera en exclusivo de pasajeros.
Cabe destacar la creación de los apeaderos de Gallarta y Trápaga, así como el cambio de nombre de la estación de San Salvador del Valle-Arcocha por Valle de Trápaga y el de la estación de Puente General Franco por Bilbao-Parque. En las inundaciones de Bilbao de 1983, el BPT y en especial la C-1 contigua a la ría sufrieron daños. Estos se concentraron el La Naja y el tramo hasta Olabeaga en Abandoibarra, con las vías completamente desbrozadas.
El 17 de marzo de 1991 se cambió la tensión del BPT de 1,5 kV al estándar de Adif de 3,0 kV coincidiendo con la entrada de las unidades 446 en el BPT, que siguen en 2025 circulando por las líneas de ancho ibérico de Cercanías Bilbao. Hasta entonces, el BPT, por su característica tensión, era donde circulaban varias unidades en sus últimos años, creando así una muy diversa flota de trenes a punto de jubilarse. Con la inauguración del Museo Guggenheim en 1997, se renombró la estación de Bilbao-Parque por estación de Bilbao-Parque/Guggenheim.

### Bilbao Ría 2000

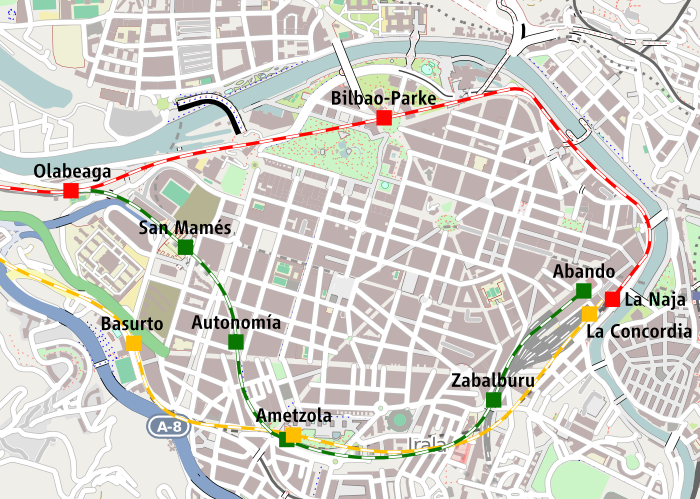
Variante Sur Ferroviaria en Bilbao.
Trazado original.
Trazado tras la construcción de la Variante Sur Ferroviaria.
Trazado de FEVE.

Gracias al trabajo de la sociedad Bilbao Ría 2000, se inauguró la Variante Sur Ferroviaria, cambiando el trazado de la línea entre las estaciones de Olabeaga y Bilbao-La Naja, utilizando el entonces ramal de Olabeaga a Cantalojas. Así, se abrieron el 4 de marzo de 1999 las estaciones de San Mamés, Autonomía, Amézola y Zabalburu, se modificó la estación de Olabeaga, y la estación terminal de los trenes de Cercanías pasó a ser la remodelada estación de Bilbao-Abando, donde también llegan los trenes de largo recorrido, así como los Cercanías de la línea C-3 (Bilbao-Abando-Orduña). Se creó también un pequeño baipàs de Abando para mercancías, la línea 726. Con este trazado, el BPT se volvió, en la villa, paralelo al ferrocarril de Santander a Bilbao, que también fue soterrado en el marco de BR2000. Se fomentó además la intermodalidad en la nueva estación de Ametzola. Este punto conjunto ya existía en la estación de La Casilla (en la ubicación de la actual Amézola), compartida por RENFE y FEVE, pero eran en ambos estaciones y ramales exclusivamente de mercancías.

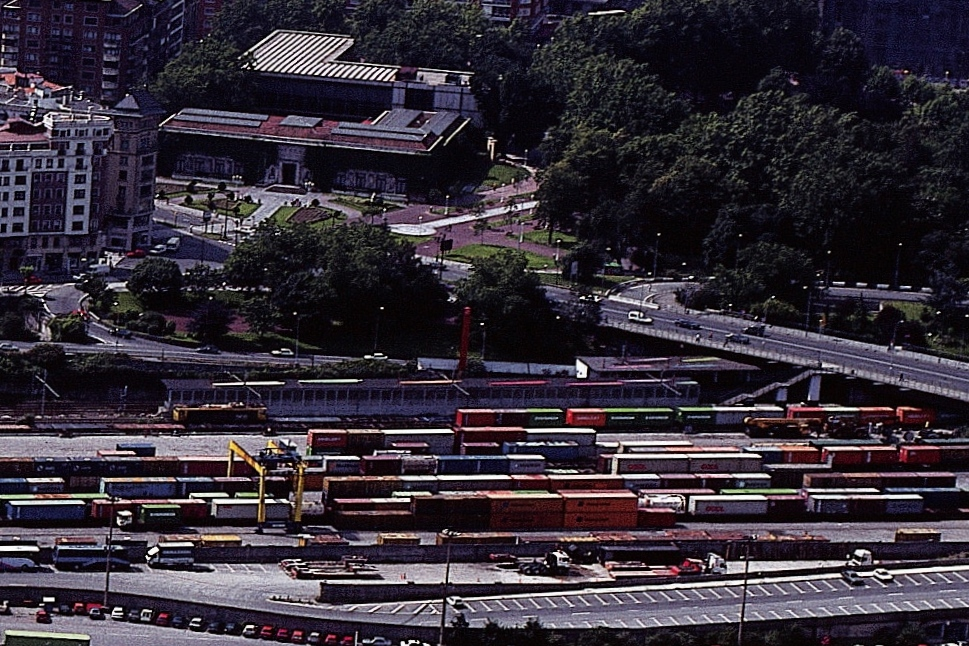
Estación de Bilbao-Parke en Abandoibarra (2002)

Con la inauguración de la Variante Sur Ferroviaria se cerró la estación de Bilbao-La Naja y se creó la lanzadera C-4, en el tramo todavía en funcionamiento entre las estaciones de Olabeaga y Bilbao-Parquee/Guggenheim. En 2003, también sería clausurada por motivos urbanísticos, provocando el cierre definitivo del tramo del BPT en Abandoibarra. El motivo principal del uso de ese ramal era el del tráfico de mercancías marítimas, y esa tarea se llevó a la nueva terminal de Bilbao-Mercancías en Santurce. Desde el puente del Arenal se pueden ver los restos de lo que fue la antigua estación terminal de Bilbao La Naja, y desde el puente Euskalduna un pequeño tramo de la desmantelada línea , hoy en desuso. Parte de ese trazado, ya urbanizado, se aprovechó para crear la primera línea de EuskoTran, la entonces línea A del tranvía de Bilbao. Las propuestas de soterramiento de la  para crear un anillo ferroviario pasante fallaron debido al paso del metro de Bilbao y la cercanía a la ría. La Diputación propuso también una tranviarización del BPT en su totalidad, pero esta se descartó, ya que despojaría al tren de la velocidad sustituyéndolo por un más lento tranvía sin grandes beneficios urbanísticos.
Un año después, la nueva estación de Santurce fue inaugurada, cerca de la anterior estación aunque unos 100 metros antes, alejándola del centro, también por Bilbao Ría 2000. En 2009 finalizó el semi-soterramiento de la línea entre la estación de Desierto-Baracaldo y el puente de Róntegui. Paralelamente, en la década de los 2000, se inauguró la , con un trazado similar al de la línea Bilbao-Santurce, aunque por el interior, que hizo competencia al servicio de cercanías  dada la nula integración de las cercanías vizcaínas. El metro ofrece mayores frecuencias, precios más baratos y estaciones subterráneas protegidas del frío, mientras el BPT luce por su velocidad, vistas en superficie y la estabilidad y tamaño del ancho ibérico.

### VSF y salida de la RFIG

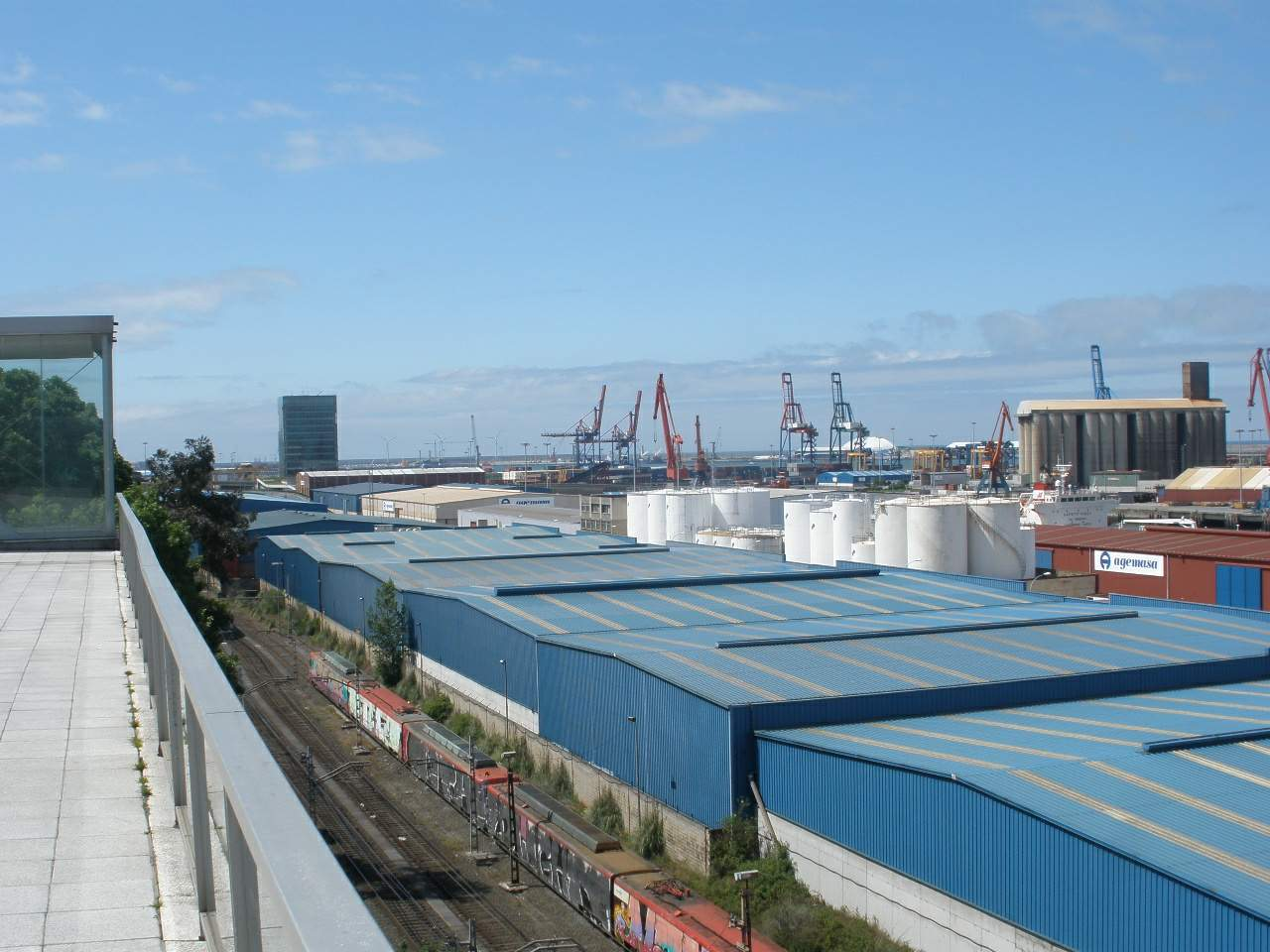
Instalaciones del Puerto de Bilbao.

En 2024, el Gobierno español, en el contexto de la transferencia del servicio de cercanías, prometió también transferir la infraestructura de las líneas Bilbao-Santurce, Baracaldo-Musques, y Santurce-Bilbao-Mercancías, es decir, el BPT en su totalidad. Estas líneas no pueden excluirse de la RFIG, por ser la única vía de acceso al puerto de Bilbao, que es de interés general. Una vez se inaugure la Variante Sur Ferroviaria que permita un acceso de alta velocidad al puerto, se procederá a la transferencia, pasando la gestión a ETS.
Además, la apertura implicará la supresión de la mayoría de trenes de mercancías por el BPT, permitiendo mejorar frecuencias. No se prevé que la línea se adapte completamente a trenes de pasajeros, ya que la línea se seguirá utilizando para algunos trenes de mercancías con origen/destino ArcelorMittal Sestao y como trazado alternativo en caso de problemas en la mencionada variante. En el tramo Bilbao-Santurce, se sabe por experiencia que se puede explotar la línea con frecuencias de 6 minutos en el siglo XX.

## Recorrido

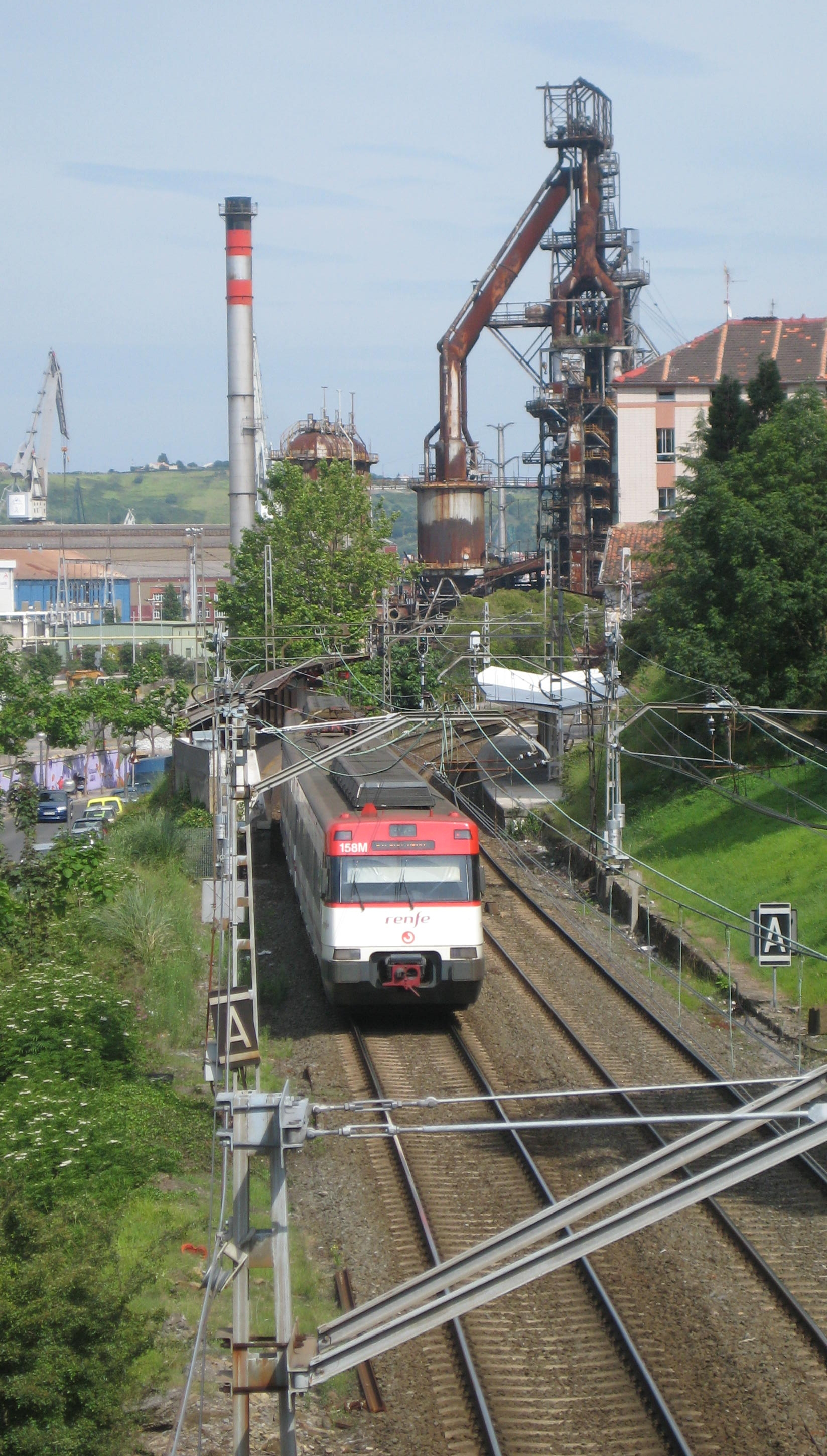
Tren dirección Bilbao llegando a La Iberia.

El recorrido comienza en la céntrica estación de Bilbao Abando, donde conecta con los demás servicios de Renfe y próxima al Casco Viejo de Euskotren. Con la nueva estación de Abando, se soterrará este tramo. Tras una parada en la cercana estación de Zabalburu, se separa del Bilbao-Castejón y gira hacia la costa y transcurre en túnel por todo Bilbao. Dicho túnel se cruza con el ferrocarril de la Robla en Amézola y con la intermodal de San Mamés, así como el ramal de mercancías, hasta salir por Olabeaga al lado de la ría. Una vez allí, transcurre por la ribera 5 km, cruzando el río Cadagua por el Puente de Pablo Alzola y en él la frontera municipal. Tras pasar por un túnel bajo el puente de Róntegui y llegar a Baracaldo, alejándose un poco de la ría. Ahí, se bifurcan las vías bajo el viaducto del metro de Urbinaga y poco antes de cruzar el río Galindo.  
La vía de Santurce vuelve a la ribera, pasando así por la zona industrial de Sestao hasta su llegada a las más urbanizadas poblaciones de Portugalete y Santurce, pasando entre estas dos en túnel. Debido a las características cuestas de la margen izquierda, el ferrocarril deja a su izquierda una pendiente que da acceso a las partes altas de los pueblos, ocupando así un lugar discreto en la trama urbana. Pasada la estación de Santurce, los trenes de mercancías cruzan el mayor paso a nivel del BPT para adentrarse en el Puerto, que rodea Mamariga y se extiende hasta el municipio de Ciérvana sin servicio de pasajeros.  
El tramo de Musques, en vía única tras la bifurcación, se adentra en el centro de Baracaldo para alejarse de la ría y servir los interiores de la Zona Minera. En este caso, la vía entra en los municipios de Valle de Trápaga y Ortuella de forma más céntrica que el tramo de Santurce, quedando cerca de múltiples entornos tanto urbanos como industriales. En el caso de Abanto y Ciérvana, el BPT pasa soterrado sin detenerse en el túnel, dejando así la estación a la entrada del túnel ligeramente alejada del núcleo urbano. El ferrocarril acaba en Musques en el barrio de Memerea.  

### Apartaderos industriales
Debido a la Revolución Industrial que floreció en la Margen Izquierda y el uso, al principio predominante, de mercancías en el BPT, existieron multitud de ramales y apartaderos industriales para facilitar la carga de estas. Hoy se encuentran todos cerrados y desmantelados, a excepción de los de AHV, renovados hoy para ACB.
| Municipio | Apartaderos |
| --------- | --- |
| Baracaldo | Babcock & Wilcox, Industrias del Cemento y Sdad. Minerales y Metales S.A. |
| Sestao    | Altos Hornos de Vizcaya S.A., Ziurrena S.A. Cementos, Aurrerá , S.A., Ellacuria, Sdad. Española de Const. Naval, Talleres de Ortuella, Aguirrezabal Hermanos, Ferrovías y Siderurgia S.A. y Vda e Hijos de Triburcio Ellacuria |
| Gallarta  | Cemento Ziurrena, Nervión Fca. Cemento y General Electrica Española S.A. |
| Bilbao    | Jose Atarbe Undurraga, Manuel Picaza y Bilbao, Francisco Arana y Lupardo y Harino Panadera |

### Ramal de Abando
Al ser en su momento (y todavía hoy) los únicos ferrocarriles del territorio vizcaíno de ancho ibérico, se observó la necesidad de conectar la línea Bilbao-Portugalete con la Tudela-Bilbao, cosa que se hizo desde un primer momento (construido por la Bilbao-Tudela en previsión en 1863) con un ramal entre La Naja y Abando, bajo lo que hoy es La Concordia. Aun así, su geometría dificultaba la circulación, por lo que en 1895 se optó por otro ramal entre el cargadero de Olabeaga y Cantalojas. En este tramo se construiría la estación de La Casilla, un gran depósito descubierto compartido con el Ferrocarril de Bilbao a Santander, que funcionaba como centro de gestión de mercancías. El tramo era, en todo caso, propiedad de la compañía de Bilbao a Portugalete, y por tanto técnicamente parte del BPT.
Tras la variante sur en 1999, el ramal pasó a ser línea principal, pero se construyó otro ramal, San Mamés-Miribilla, para cumplir la función de baipás de mercancías. Esta línea se erigió en la RFIG como línea 726, electrificada de vía única con doble vía en La Casilla. La estación ya no existe como tal, dado que la carga y descarga de mercancías se transladó al puerto y en menor medida a Olabeaga. Aun así, el área de la estación es todavía hoy visible desde el andén dirección Olabeaga de la estación de Amezola. Está soterrado en falso túnel como el resto de la estación de Amézola. En 2003, la línea C-3 de Cercanías Bilbao paró provisionalmente en La Casilla/Amézola, cuando Abando se encontraba en obras, con un andén de altura estándar construido ad-hoc y pasando por este ramal. Aunque las estaciones se encuentran en el mismo lugar, su conexión, conocida como bifurcación de La Casilla, se encuentra justo antes de San Mamés (aunque el desvío para la vía sentido Bilbao se encuentra después de San Mamés)

## Aspectos técnicos

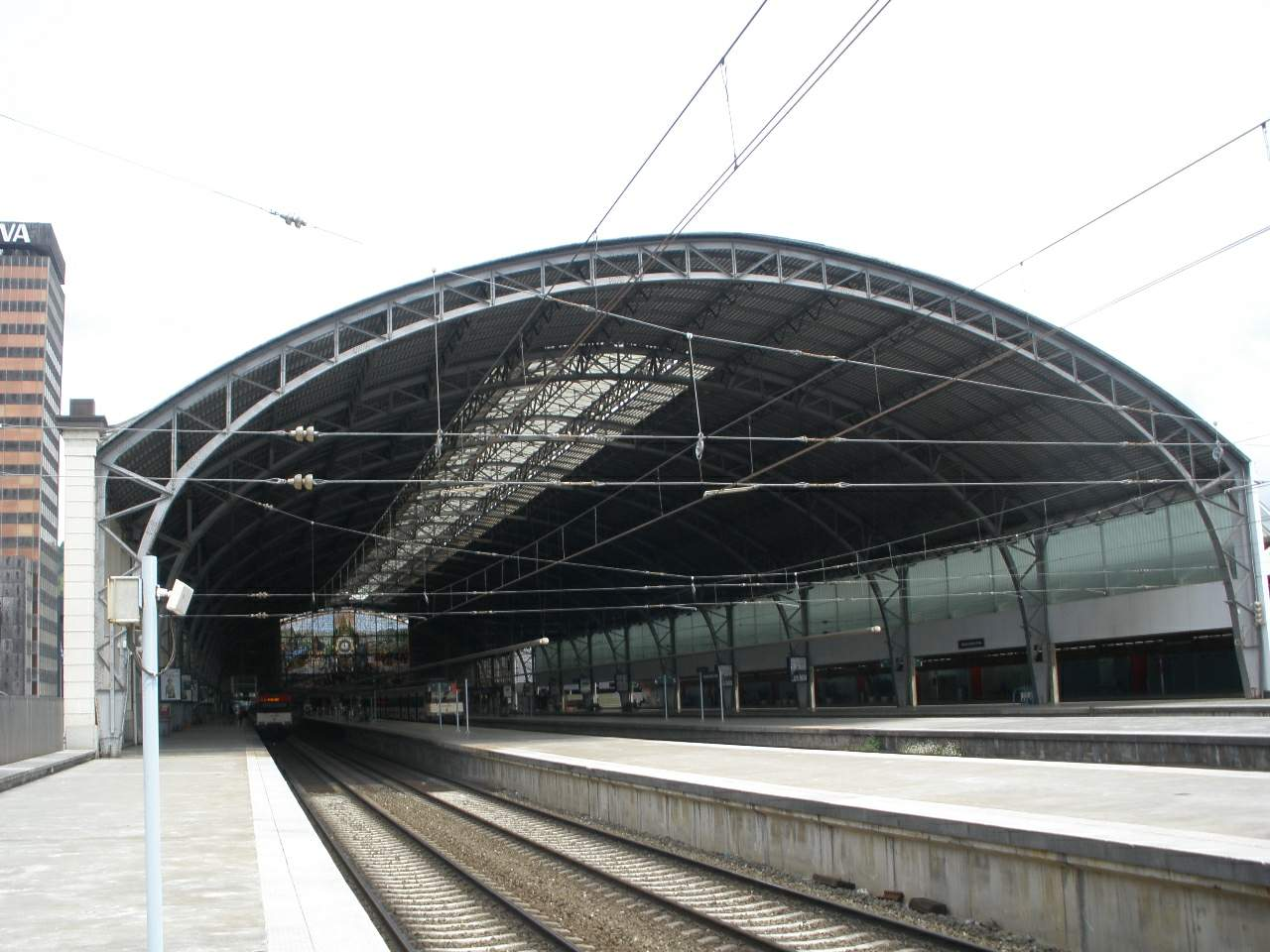
Estación de Abando. La plataforma más cercana, la 1, tiene un tren BPT que está ligeramente más bajo que el de la plataforma 3, ya que las vías se rebajaron para equiparar la altura respecto al andén a la del BPT, única en la red. [https://www.flickr.com/photos/28275273@N04/2778929279 Otra imagen más cercana

El aspecto más característico del BPT es la altura de los andenes. Las estaciones y apeaderos son unos 25 cm más altas que el estándar de la RFIG, provocando así que los trenes de viajeros que quieren circular por él necesitar pasar por el taller para regular la altura. En consecuencia, la flota que se utiliza para el BPT es inservible fuera de él y viceversa. En Abando, las vías 1 y 2, reservadas a los trenes dirección BPT, tienen también la altura de la vía adaptada, más baja. Además, muchas de las estaciones son en curva, lo que provoca grandes problemas de accesibilidad.
En la RFIG, el ferrocarril se separa en tres:
- Línea 720: Bilbao - Santurce
- Línea 722: Baracaldo - Musques
- Línea 724: Santurce - Bilbao Mercancías (puerto)

La numeración kilométrica de las líneas 720 y 722 comienza en Abando, mientras que la de la 722 comienza en Baracaldo.
En la línea 722, las estaciones de Galindo, Valle de Trápaga-Trapagaran, Ortuella, Pucheta y Musques (es decir, las originales) disponen de vía doble para que los trenes puedan esperar al que va en sentido contrario y continuar su marcha. La línea 724, aunque de doble vía, contiene tramos donde se encuentra electrificada únicamente en la vía izquierda.
Por razones históricas, los trenes circulan por la izquierda, lo cual es común en el País Vasco pero no así en el resto de la península.

## Reformas

### Intermodal de Urbinaga

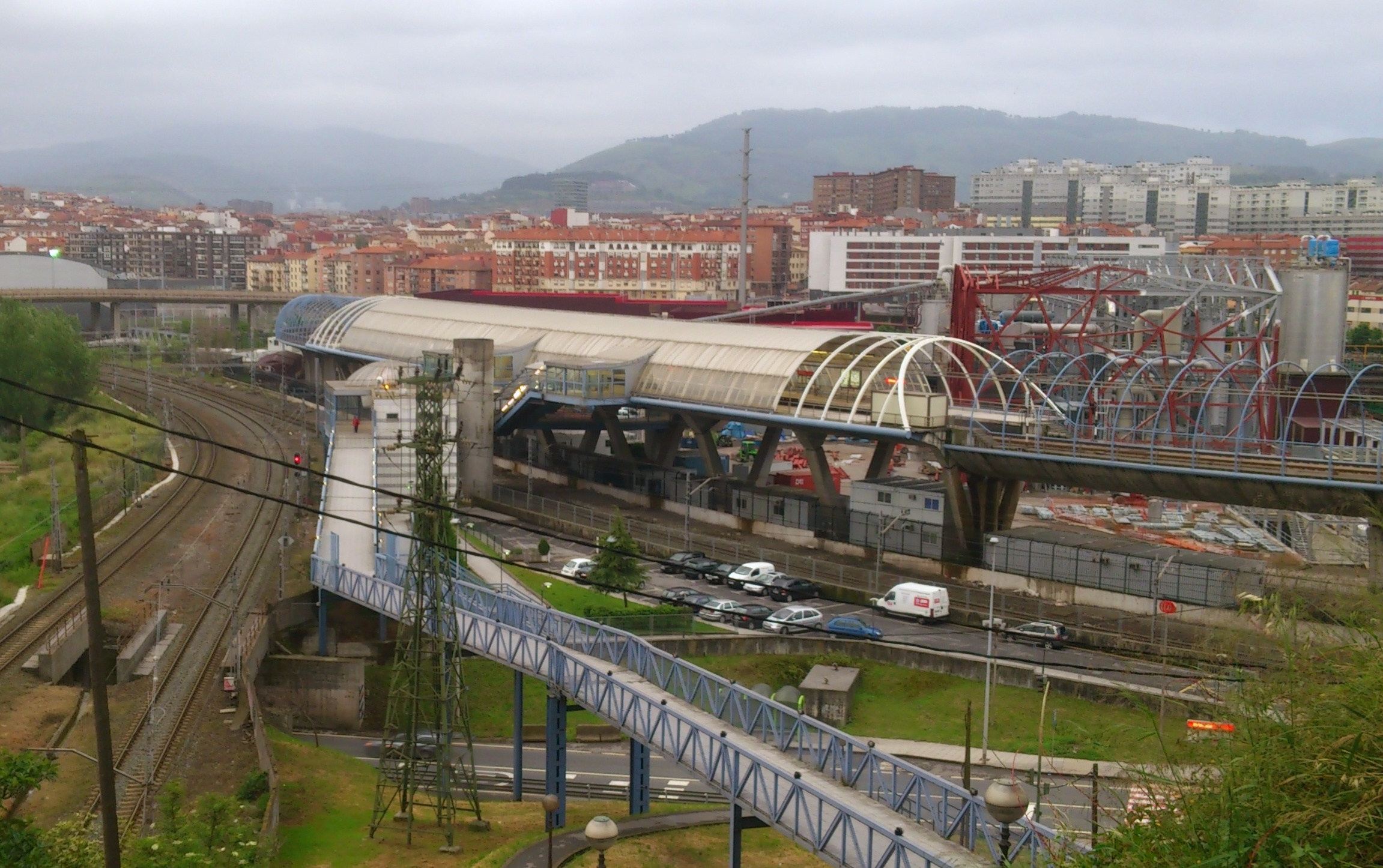
Vista de la estación de Urbinaga desde una zona cercana a la estación de Sestao. Nótese que, aunque parece que la vía única (C-2), sigue el camino del viaducto (L2), estas se separan unos 100 m más tarde, pasando la L2 a transcurrir paralela a la C-1.

La estación de metro de Urbinaga, la única en superficie de la margen izquierda, estuvo ligada a la posibilidad de construir una estación intermodal en dicho barrio de Sestao, que sirva como nudo entre Metro Bilbao y Renfe Cercanías, y posteriormente también incluidos en el proyecto la conexión con los tranvías del Tranvía UPV - Leioa - Urbinaga y el Tranvía de Baracaldo. La estación estaría situada entre la de Baracaldo y la actual estación de Galindo. Se prevé suprimir la estación de Sestao, dejando La Iberia como estación principal.

### Túnel del Serantes y el paso a nivel de Santurce
Debido a la construcción del túnel del monte Serantes, en un futuro para aumentar la capacidad de las mercancías al puerto de Bilbao (Bilbao-Mercanías) a través de la Variante sur ferroviaria de mercancías de Bilbao, se planteó la posibilidad de hacer pasar trenes de mercancías por este túnel. Esto facilitaría el desarrollo urbanístico de Santurce, eliminando el paso a nivel para la ampliación de su nuevo Parque Central. No se podrían soterrar las vías debido a un aparcamiento subterráneo y al tanque de tormentas situado en la antigua estación de Santurce. Debido a la imposibilidad de pasar mercancías por esta línea por a su vía única, se planteó el desdoblamiento de la línea entre Ortuella y Baracaldo. Sin embargo dichos vecinos rechazaron una posible duplicación de vía para posibilitar dicho tráfico debido al agravio comparativo que supondría respecto a Santurce que se le quitarían el paso de mercancías.
Por ello la nueva salida de Bilbao-Mercancías y la consiguiente ampliación del parque de Santurce solo se podría dar con la construcción de la Variante sur ferroviaria de mercancías de Bilbao completa.

### Ampliación a Castro Urdiales y Santander
Desde los años 90 existe una demanda ciudadana que pide la conexión de algún sistema ferroviario hacia la localidad cántabra de Castro Urdiales (oficialmente con 32 374 habitantes), a 40 km de Bilbao pero solo a 15 km de Musques, debido a la gran relación que existe entre el Gran Bilbao y dicha localidad. De hecho son conocidos los numerosos atascos en la autovía/autopista del Cantábrico en ese tramo. Además, hay 3 líneas regulares de autobuses; una de ellas, la directa entre Bilbao y Castro, con 30 minutos de frecuencia y unos 35 minutos de duración de trayecto, lo que determina que hay una demanda potencial en ese tramo.
Tras el estudio de varias alternativas finalmente se determinó que la opción más óptima para dicha conexión era la utilización de la línea de Triano debido a la proximidad entre Musques y Castro. Uno de los puntos a favor de esta alternativa radicaba en que era la más barata y que ofrecía la posibilidad de introducir trenes directos y semidirectos con solo duplicar la corta línea entre Desierto-Baracaldo y Galindo y el nuevo tramo entre Musques y Castro. En cuanto al trazado de la línea solo se modificaba la entrada a Musques con una nueva estación, manteniendo el resto tal y como está. Todo ello dejaba un tiempo de trayecto aproximado de 45 minutos entre la última parada de Castro (en Castro se situarían las paradas de Mioño, Brazomar y Ostende) y Bilbao-Abando y 35 minutos con trenes semidirectos. La supresión de unas 5 paradas en dicho tramo de vía única provocaría hacer el trayecto más rápido y así no tener que esperar los trenes en las estaciones de vía doble provocando ese ahorro de tiempo de 10 minutos respecto a los trenes que pararían en todas las paradas. Cabe destacar que dicho estudio mantenía todas las paradas del tramo común del BPT, con lo que con el servicio semidirecto se captarían más usuarios que con el autobús directo Bilbao-Castro utilizando para ello el mismo tiempo en el recorrido (si bien es cierto que el autobús tiene 8 paradas en Castro frente a las 3 que tendría el tren). Además, esta alternativa no tuvo en cuenta la posible Intermodal de Urbinaga que pudiese captar más usuarios potenciales dando servicio a prácticamente todo el Gran Bilbao en ese punto de intercambio, mejorando las prestaciones de las otras 2 líneas de autobús, pudiendo compensar la parada en dicha nueva estación con la supresión de las paradas de Olabeaga o Luchana (las de menos usuarios del tramo común del BPT, que ya se suprimieron con la introducción de CIVIS en la C-1).
También se ha estudiado su conexión con el futuro Corredor Cantábrico-Mediterráneo en algún punto o su conexión en Treto (cercano a Colindres y Laredo), a 28 km de Castro Urdiales, para a través de la correspondencia con la línea R-3a de Renfe, o continuidad tras convertir el ancho, dar servicio al resto de Cantabria.